# Lekkoatletyka na Letnich Igrzyskach Olimpijskich 1976 – bieg na 10 000 m mężczyzn
Bieg na 10 000 metrów mężczyzn podczas XXI Letnich Igrzysk Olimpijskich w Montrealu rozegrano 23 (eliminacje) i 26 lipca 1976 (finał) na Stadionie Olimpijskim w Montrealu. Zwycięzcą został reprezentant Finlandii Lasse Virén, który na tych igrzyskach zwyciężył również w biegu na 5000 metrów. Virén tym samym obronił tytuł mistrzowski zdobyty podczas igrzysk olimpijskich w 1972 w Monachium.

## Rekordy

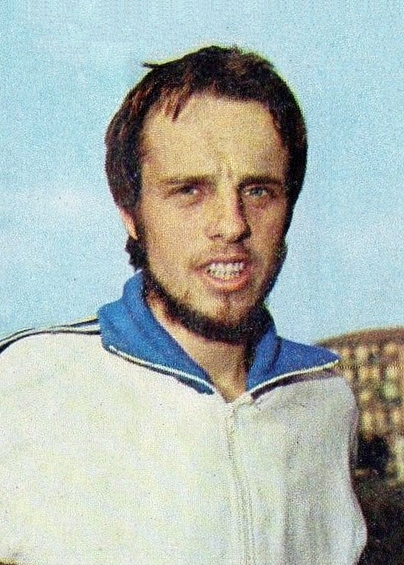
Lasse Virén

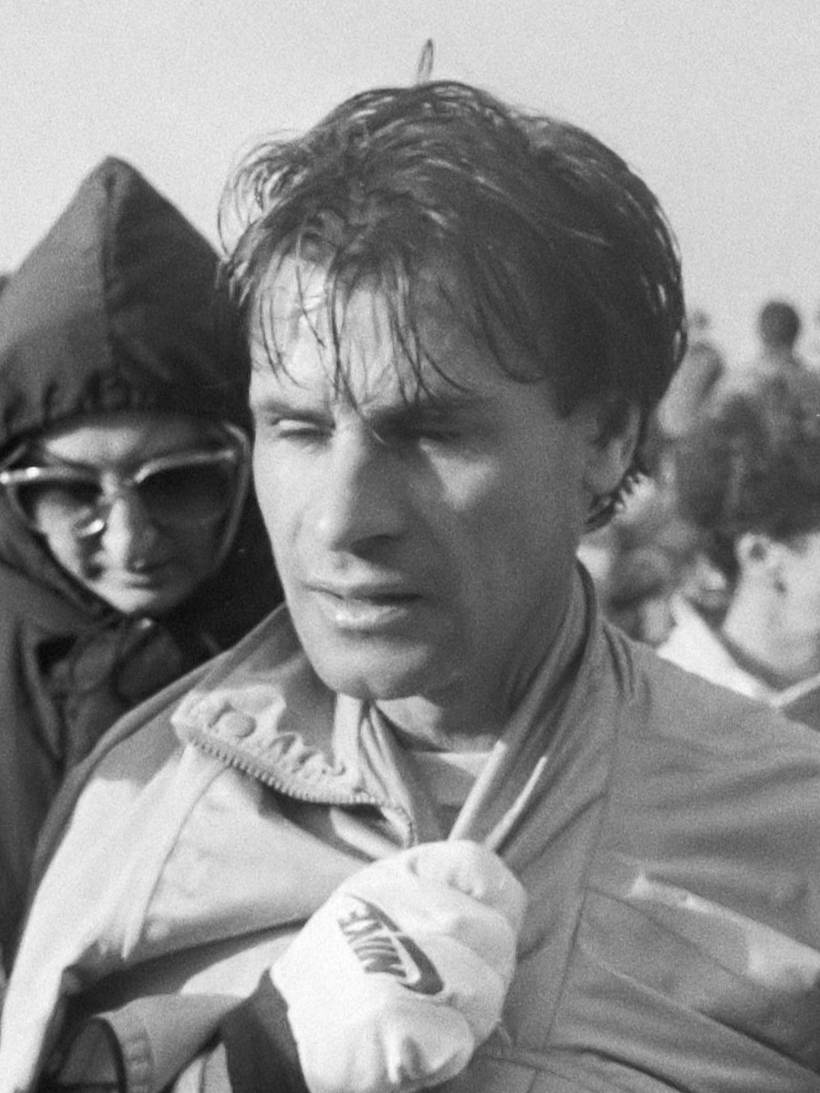
Carlos Lopes

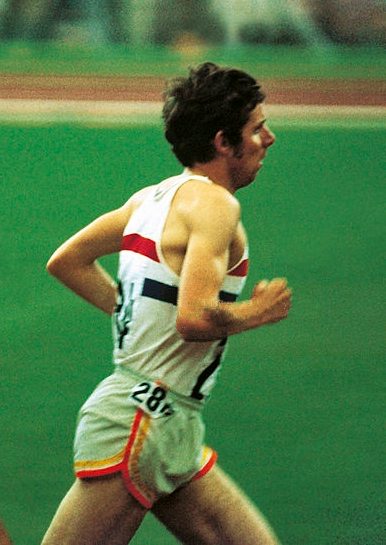
Brendan Foster

|                   | zawodnik      | narodowość      | czas     | data                 | miejsce   |
| ----------------- | ------------- | --------------- | -------- | -------------------- | --------- |
| Rekord świata     | David Bedford | Wielka Brytania | 27:30,8  | 13 lipca 1973(dts)   | Londyn    |
| Rekord olimpijski | Lasse Virén   | Finlandia       | 27:38,35 | 3 września 1972(dts) | Monachium |

## Wyniki
| Poz. - pozycja |
| – rekord świata \| – rekord krajowy \| – rekord życiowy \| = – wyrównany rekord życiowy \| · – najlepszy wynik w sezonie \| = – wyrównany najlepszy wynik w sezonie \| – rekord olimpijski |
| Fn – falstart \| DNF – nie ukończył \| DNS – nie wystartował \| DSQ – zdyskwalifikowany |

### Eliminacje
Rozegrano trzy biegi eliminacyjne. Do finału awansowało po czterech najlepszych zawodników z każdego biegu oraz czterech z najlepszymi czasami spośród pozostałych (miało awansować trzech z najlepszymi czasami, lecz 3. i 4. zawodnik spośród pierwszej czwórki uzyskali dokładnie taki sam czas i sędziowie dopuścili obu do finału).

#### Bieg 1
| Poz. | Zawodnik          | Narodowość        | Rezultat | Uwagi |
| ---- | ----------------- | ----------------- | -------- | ----- |
| 1    | Carlos Lopes      | Portugalia        | 28:04,53 | Q     |
| 2    | Jean-Paul Gomez   | Francja           | 28:10,52 | Q     |
| 3    | Mariano Haro      | Hiszpania         | 28:11,66 | Q     |
| 4    | Jos Hermens       | Holandia          | 28:16,07 | Q     |
| 5    | David Fitzsimons  | Australia         | 28:16,43 | q     |
| 6    | Bernie Ford       | Wielka Brytania   | 28:17,56 | q     |
| 7    | Karel Lismont     | Belgia            | 28:17,45 | q     |
| 8    | Martti Vainio     | Finlandia         | 28:26,60 |       |
| 9    | Dušan Janićijević | Jugosławia        | 28:48,87 |       |
| 10   | Ed Mendoza        | Stany Zjednoczone | 29:02,97 |       |
| 11   | Víctor Mora       | Kolumbia          | 30:26,57 |       |
| 12   | Chris McCubbins   | Kanada            | 33:33,35 |       |
| 13   | Olmeus Charles    | Haiti             | 42:00,11 |       |

#### Bieg 2
| Poz. | Zawodnik               | Narodowość        | Rezultat | Uwagi |
| ---- | ---------------------- | ----------------- | -------- | ----- |
| 1    | Marc Smet              | Belgia            | 28:22,07 | Q     |
| 2    | Brendan Foster         | Wielka Brytania   | 28:22,19 | Q     |
| 3    | Knut Børø              | Norwegia          | 28:23,07 | Q     |
| 4    | Ilie Floroiu           | Rumunia           | 28:23,40 | Q     |
| 5    | Franco Fava            | Włochy            | 28:24,80 |       |
| 6    | Craig Virgin           | Stany Zjednoczone | 28:30,22 |       |
| 7    | Edmundo Warnke         | Chile             | 28:43,63 |       |
| 8    | Hari Chand             | Indie             | 28:48,52 |       |
| 9    | Eddie Leddy            | Irlandia          | 28:55,49 |       |
| 10   | Domingo Tibaduiza      | Kolumbia          | 29:28,17 |       |
| 11   | Rodolfo Gómez          | Meksyk            | 30:05,19 |       |
| 12   | Pierre Lévisse         | Francja           | 30:07,84 |       |
| –    | Pekka Päivärinta       | Finlandia         | DNF      |       |
| –    | Raja Faradj Al-Shalawi | Arabia Saudyjska  | DNF      |       |

#### Bieg 3
| Poz. | Zawodnik           | Narodowość        | Rezultat | Uwagi |
| ---- | ------------------ | ----------------- | -------- | ----- |
| 1    | Tony Simmons       | Wielka Brytania   | 28:01,82 | Q     |
| 2    | Garry Bjorklund    | Stany Zjednoczone | 28:12,24 | Q     |
| 3    | Lasse Virén        | Finlandia         | 28:14,95 | Q     |
| 4    | Emiel Puttemans    | Belgia            | 28:15,52 | Q     |
| 5    | Chris Wardlaw      | Australia         | 28:17,52 | q     |
| 6    | Detlef Uhlemann    | RFN               | 28:29,28 |       |
| 7    | Toshiaki Kamata    | Japonia           | 28:36,21 |       |
| 8    | Luis Hernández     | Meksyk            | 28:44,17 |       |
| 9    | Dick Quax          | Nowa Zelandia     | 28:56,92 |       |
| 10   | Dan Shaughnessy    | Kanada            | 29:26,96 |       |
| 11   | Lucien Rault       | Francja           | 29:40,76 |       |
| 12   | José Luis Ruiz     | Hiszpania         | 31:43,03 |       |
| 13   | Hossein Rabbi      | Iran              | 31:44,27 |       |
| 14   | Tau John Tokwepota | Papua-Nowa Gwinea | 32:26,96 |       |

### Finał
| Poz. | Zawodnik         | Narodowość        | Rezultat | Uwagi |
| ---- | ---------------- | ----------------- | -------- | ----- |
| 1    | Lasse Virén      | Finlandia         | 27:40,38 |       |
| 2    | Carlos Lopes     | Portugalia        | 27:45,17 |       |
| 3    | Brendan Foster   | Wielka Brytania   | 27:54,92 |       |
| 4    | Tony Simmons     | Wielka Brytania   | 27:56,26 |       |
| 5    | Ilie Floroiu     | Rumunia           | 27:59,93 | [ 3 ] |
| 6    | Mariano Haro     | Hiszpania         | 28:00,28 |       |
| 7    | Marc Smet        | Belgia            | 28:02,80 |       |
| 8    | Bernie Ford      | Wielka Brytania   | 28:17,78 |       |
| 9    | Jean-Paul Gomez  | Francja           | 28:24,07 |       |
| 10   | Jos Hermens      | Holandia          | 28:25,04 |       |
| 11   | Karel Lismont    | Belgia            | 28:26,48 |       |
| 12   | Chris Wardlaw    | Australia         | 28:29,91 |       |
| 13   | Garry Bjorklund  | Stany Zjednoczone | 28:38,08 |       |
| 14   | David Fitzsimons | Australia         | 29:17,74 |       |
| –    | Knut Børø        | Norwegia          | DNF      |       |
| –    | Emiel Puttemans  | Belgia            | DNF      |       |